# Kirklinton Middle
Kirklinton Middle is een civil parish in het bestuurlijke gebied City of Carlisle, in het Engelse graafschap Cumbria. In 2001 telde het dorp 369 inwoners.